# Accipiter gentilis
L'astóre (Accipiter gentilis, Linneo 1758), detto anche astore comune oloartico, è un uccello rapace della famiglia degli Accipitridi.
È una specie diffusa che abita molte delle parti temperate dell'emisfero nord. L'astore è l'unica specie del genere "Accipiter" trovata sia in Eurasia che in Nord America. Potrebbe presentare la seconda distribuzione più ampia di qualsiasi altro membro della famiglia Accipitridae, dietro solo all'aquila reale (Aquila chrysaetos), che ha una gamma più ampia a sud dell'Asia rispetto all'astore. L'unica altra specie Accipitridae che si estende anche in Nord America e in Eurasia, secondo l'opinione attuale, è la poiana calzata (Buteo lagopus). Ad eccezione di una piccola porzione del sud Asia, è l'unica specie di "astore" nella sua gamma e viene quindi spesso citata, sia ufficialmente e ufficiosamente, come semplicemente "l'astore". È principalmente residente, ma gli uccelli delle regioni più fredde migrano sud per l'inverno.

## Descrizione

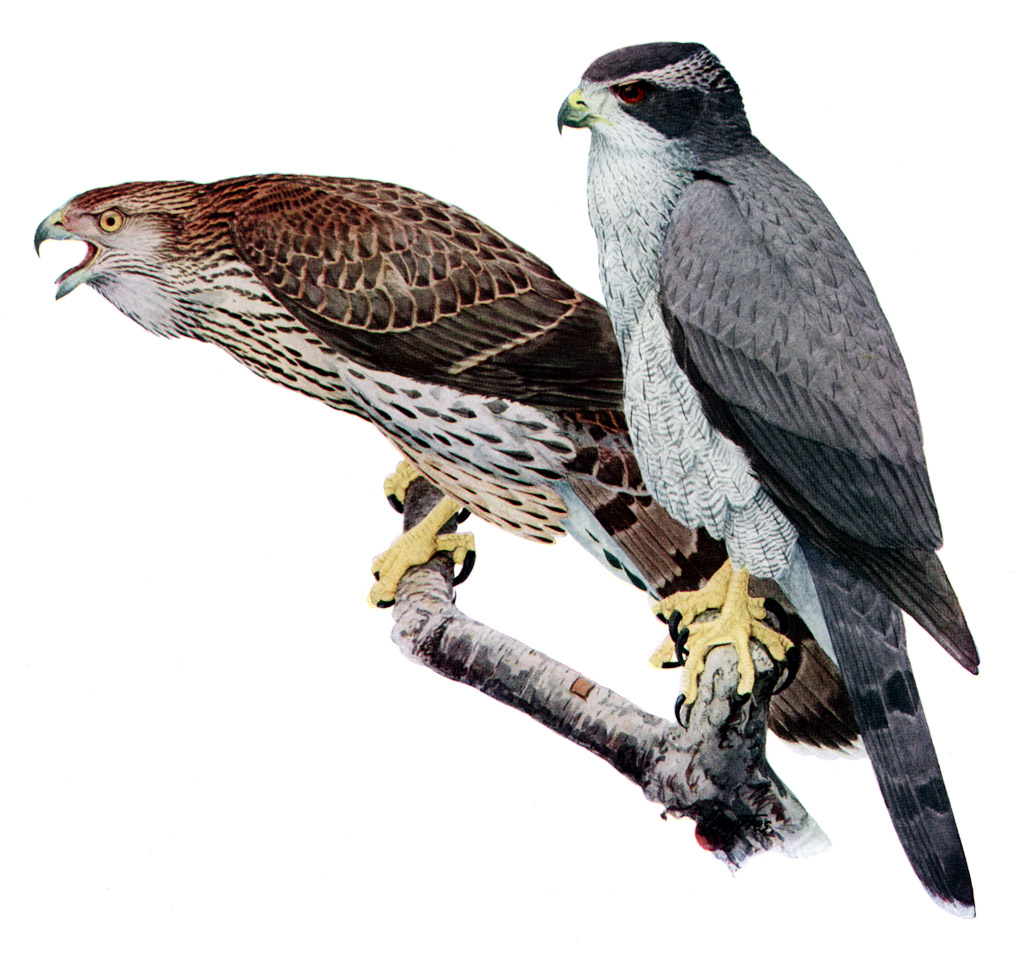
Il piumaggio di un astore giovane (sinistra) e di uno adulto (destra)

Gli astori sono uccelli rapaci di medie dimensioni: la loro lunghezza corporea è di circa 49–64 cm, l'apertura alare va dagli 90 ai 120 cm. Il peso è tra i 0,52 kg nei maschi più piccoli e i 2,2 kg nelle femmine più grandi. Queste differenze si devono al notevole aumento di dimensioni e di peso da sud-ovest a nord-est e al considerevole dimorfismo sessuale quanto alla dimensione del corpo (regola di Bergmann).

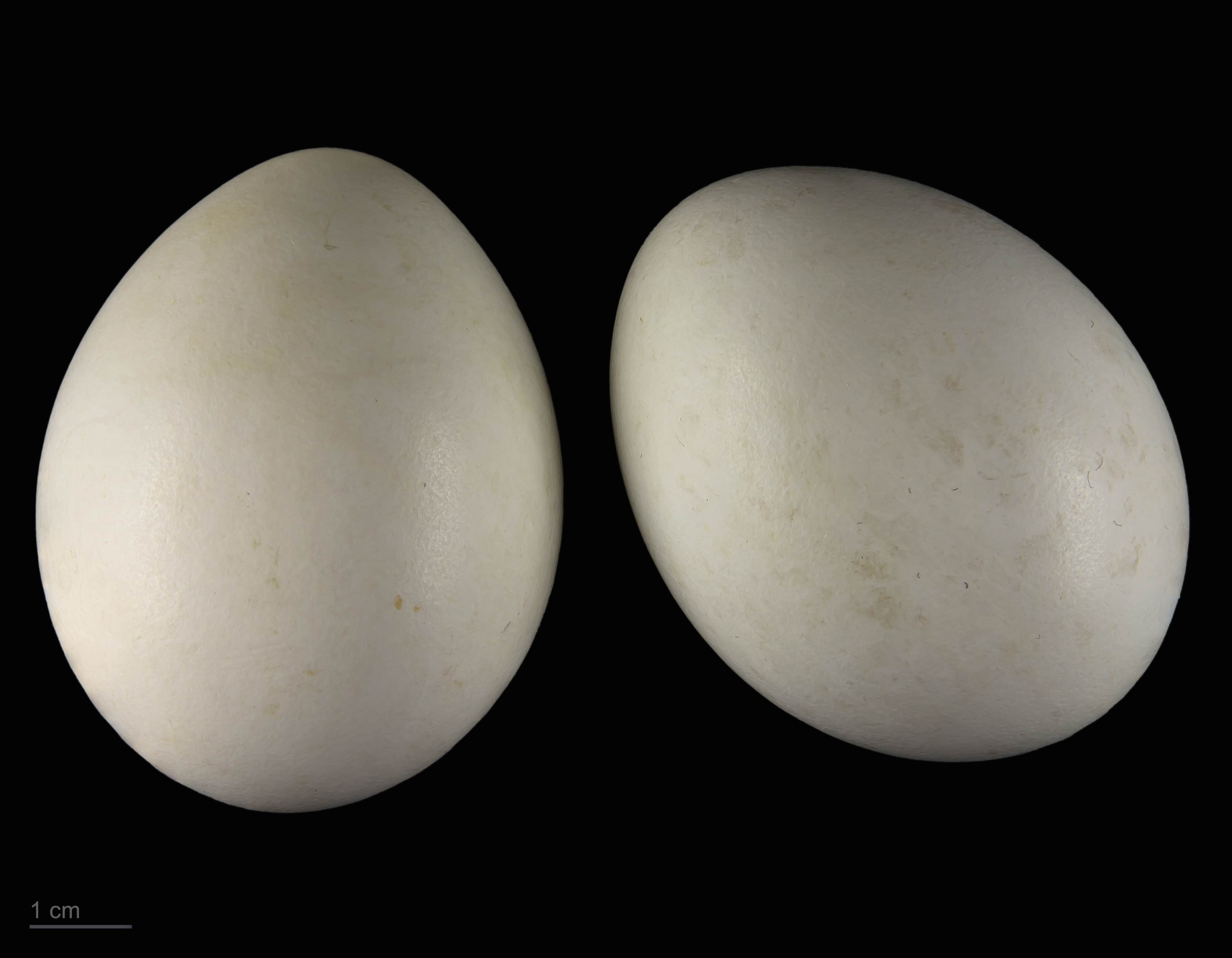
Accipiter gentilis

Le ali sono relativamente corte, ampie e arrotondate nelle punte, la coda è piuttosto lunga. Queste caratteristiche, tipiche dei rappresentanti prevalentemente silvestri del genere Accipiter, non dànno loro una grande velocità in volo, ma una buona mobilità in uno spazio ristretto. Gli adulti sono di color marrone grigiastro nella parte superiore, bianco in quella inferiore, con una bordatura laterale marrone scura.
I piccoli sono marroncini nella parte superiore fino alla muta, nella parte inferiore gialli chiari, gialli, beige, arancioni o color salmone con un motivo a righe o a gocce. Il piumaggio maggiore mostra in tutte le livree un'evidente bordatura su uno sfondo dal bianco al marrone beige, nei giovani su uno sfondo giallastro. Le zampe sono gialle, come anche la pelle del becco. L'iride degli occhi negli uccelli giovani è di color giallo chiaro, diventa sempre più rossa con l'età e negli uccelli anziani va dall'arancione fino al rosso ciliegia.
Il motivo del piumaggio è molto simile in entrambi i sessi; i maschi adulti sono leggermente più bluastri nella parte superiore e mostrano una colorazione del capo un po' più ricca di contrasto rispetto alle femmine.

## Biologia

### Richiami
Gli astori si scambiano gridi quasi esclusivamente nei pressi del nido. Il richiamo più frequente è un "gik, gik, gik" aspro, spesso regolare, che viene emesso di solito in caso di eccitazione, disturbo e si sente particolarmente spesso durante l'accoppiamento da gennaio a marzo.
Questi richiami si possono sentire a centinaia di metri di distanza in condizioni atmosferiche buone. Il richiamo di contatto tra i due partner di covata è un "gjak" corto, non molto forte, che si scambia, per esempio, in caso di consegna di una preda o di allontanamento dalla covata. Durante l'atto sessuale i due partner urlano entrambi un "wirr, wirr, wirr" relativamente alto e regolare. Notevoli sono anche i richiami di richiesta dei giovani uccelli dopo l'uscita dal nido, che suonano "hiiiiääh" o "klijäh" e vengono ripetuti anch'essi molto spesso.

### Alimentazione
Gli astori cacciano le loro prede (soprattutto mammiferi di piccole e medie dimensioni e uccelli) prevalentemente con un volo raso terra, o attaccando da una posizione nascosta, o rincorrendole a terra, o cercandole direttamente nel loro ambiente.
La preda viene attaccata con le zampe e uccisa: gli artigli del primo e del secondo dito sono molto forti e vengono conficcati nella preda finché questa non smette di muoversi. Dopo la cattura l'uccello si nutre a terra o sopra i rami più bassi degli alberi, con esclusione del periodo di riproduzione, quando tutte le prede vengono consumate direttamente nel nido o sui rami o posatoi abituali nelle vicinanze.

### Volo
Essendo l'astore un rapace che caccia e si riproduce prevalentemente in zone arboricole, la sua struttura alare si è evoluta in tal senso. Le ali sono corte e larghe per un battito potente ma poco ingombrante, la lunga coda è atta a timonare il volo nelle foreste più intricate.

## Distribuzione e habitat
Diverse sottospecie di astori abitano le foreste sempreverdi della taiga e delle montagne (le cosiddette zone boreali), le foreste delle zone temperate e la zona mediterranea del Paleartico. In Nord America la loro presenza è limitata alle foreste boreomontane. Nel paleoartico occidentale il confine di diffusione settentrionale coincide con il confine settentrionale della taiga di aghiformi in Scandinavia, Finlandia e Russia, a sud giunge fino al Nordafrica, ad est fino alla Grecia, all'Anatolia e al nord dell'Iran. In genere l'astore è stanziale ma alcuni esemplari migrano dal Nord Europa verso sud oppure dalle montagne si spostano verso i boschi di pianura.
I prerequisiti per un habitat favorevole agli astori in Europa è la presenza di alberi di età superiore ai 60 anni per la costruzione dei nidi e la disponibilità di uccelli e mammiferi di medie dimensioni. Gli astori amano la foresta di conifere  e i boschi misti, e si possono trovare anche in praterie e terreni coltivati purché vi sia qualche macchia sparsa.
Per ragioni ancora poco chiare, in Nord America l'habitat dell'astore è limitato alle foreste vergini e la sua presenza è paragonabile a quella dell'urogallo in Europa centrale.
In Italia si trova sulle Alpi e sugli Appennini con popolazioni stanziali. Pochi gruppi si stanziano in Pianura Padana anche se la popolazione è in crescita.

## Riproduzione
Il nido viene utilizzato per più anni consecutivi e progressivamente ingrandito prima di ogni cova. La femmina depone da 2 a 5 uova di cui si prende cura in maniera quasi esclusiva mentre il maschio è impegnato nella caccia.

## Tassonomia
Il numero di sottospecie nel territorio paleoartico è vario e cambia anche a seconda dell'autore di riferimento. I passaggi da una sottospecie all'altra sono molto labili e discutibili.
Generalmente vengono riconosciute dieci sottospecie di astori, tre delle quali vivono in Nord America:
- A. g. gentilis: Europa centrale e settentrionale, a sud fino ai Pirenei, le Alpi meridionali e i Carpazi, ad est fino alla Russia centrale
- A. g. marginatus: a sud fino alla Spagna e al Marocco, fino al Caucaso e all'Elburz; un po' più piccolo e scuro del gentilis.
- Accipiter gentilis arrigonii: Corsica e Sardegna; ancora più scuro e piccolo dell'A. g. marginatus.
- A. g. buteoides: dalla Svezia settentrionale, secondo alcuni anche dalla penisola di Kola fino alla Siberia centro-occidentale circa fino al Lena, a sud fino ai margini della zona della taiga, più grande e più chiaro del gentilis, in particolar modo in livrea giovanile.
- A. g. albidus: Siberia centro-occidentale fino alla Kamčatka; ancora più grande del A. g. buteoides, con un piumaggio più grande e ancora più bianco.
- A. g. schvedowi: a sud dell'A. g. buteoides e dell'A. g. albidus nella steppa e nelle foreste cedue temperate dell'Asia orientale fino allo Hokkaidō; colorazione e dimensione sono circa come l'A. g. marginatus.
- A. g. fujiyamae: sull'isola principale di Honshū, molto scuro, la sottospecie in assoluto più piccola.
- A. g. atricapillus: la maggior parte del Nordamerica; parte superiore grigio-blu, modello del capo ricco di contrasti.
- A. g. laingi: Vancouver e Isole Regina Carlotta di fronte alla costa della provincia canadese della Columbia Britannica, più scuro dell'A. g. atricapillus.
- A. g. apache: ambienti montani dei territori di confine del Messico/Stati Uniti d'America; più chiaro dell'A. g. atricapillus.

## Stato di conservazione
La IUCN Red List classifica A. gentilis come specie a basso rischio (Least Concern). In Europa la presenza della specie è in declino a causa del bracconaggio, della distribuzione illegale di esche avvelenate per l'uccisione di predatori, del prelievo di pulli dal nido per la falconeria e della distruzione dell'habitat. In Italia è specie protetta ai sensi della legge 157/92.
Da  IUCN ITALIA:
specie classificata a Minore Preoccupazione (LC).
Il numero di individui maturi nella popolazione italiana è stimato in 1000-1600 (Brichetti & Fracasso 2003, BirdLife International 2004), il trend è considerato stabile (Brichetti & Fracasso 2003) con un recente incremento di areale (Cairo et al. 2003, Campora & Silvano 2003, Gagliardi et al. 2007). La specie necessita della presenza di boschi maturi per la nidificazione dunque la sua conservazione è strettamente legata alla disponibilità di tale habitat che sembrerebbe in aumento in Italia. Pertanto, la popolazione italiana non raggiunge le condizioni per essere classificata entro una delle categorie di minaccia (declino della popolazione, ridotto numero di individui maturi e areale ristretto) e viene quindi classificata a Minore Preoccupazione (LC).
Le minacce principali degli uccelli rapaci (Vicario com. pers.)
- riduzione degli habitat idonei alla nidificazione.
- avvelenamento primario (ingestione di bocconi avvelenati)
- avvelenamento secondario in particolare da pesticidi, topicidi (usati in agricoltura e dai privati), piombo (usato nella caccia).
- bracconaggio.
- elettrocuzione (impatto con i cavi delle linee elettriche).
- impatto con pale eoliche.

## Relazione con l'uomo

### Cultura umana
L'astore appare sulla bandiera delle Azzorre. L'arcipelago prende il nome dalla parola in portoghese per astore, (açor), perché gli esploratori che hanno scoperto l'arcipelago pensarono che gli uccelli da preda che videro fossero astori; in seguito si scoprì che questi uccelli erano poiane comuni (Buteo buteo rothschildi).
L'astore compare nello stemma del Consiglio di Stirling attraverso lo stemma del Clan Drummond.

### In falconeria

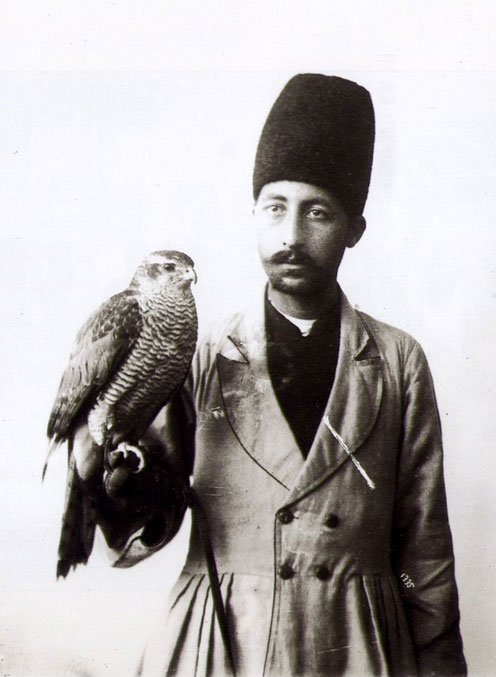
Falconiere iraniano con un astore addestrato

L'equivalente di "astore" è un nome tradizionale anglosassone, gōshafoc, letteralmente "falco d'oca". Il nome implica prodezza contro una preda più grande, come le oche selvatiche, ma è stato anche pilotato contro gru e altri grandi uccelli acquatici. Il nome "falco d'oca" è in qualche modo un termine improprio, in quanto la prede tradizionali per gli astori nell'antica e contemporanea falconeria sono state il coniglio, il fagiano, la pernice e altri uccelli acquatici di medie dimensioni, che sono simili a gran parte delle prede che la specie caccia in natura. Un'eccezione notevole è nei registri della falconeria tradizionale del Giappone, in cui gli astori venivano usati più regolarmente sulle specie di oca e gru. Nell'antica letteratura europea sulla falconeria, gli astori erano spesso indicati come l'uccello di Yeoman o "l'uccello del cuoco" a causa della loro utilità come compagno di caccia che cattura prede commestibili, al contrario del falco pellegrino, anch'esso un prezioso uccello di falconeria, ma più associato con i nobili e meno adattato a una varietà di tecniche di caccia e tipi di prede presenti nelle aree boschive. L'astore è rimasto uguale al falco pellegrino nella sua statura e popolarità nella moderna falconeria.

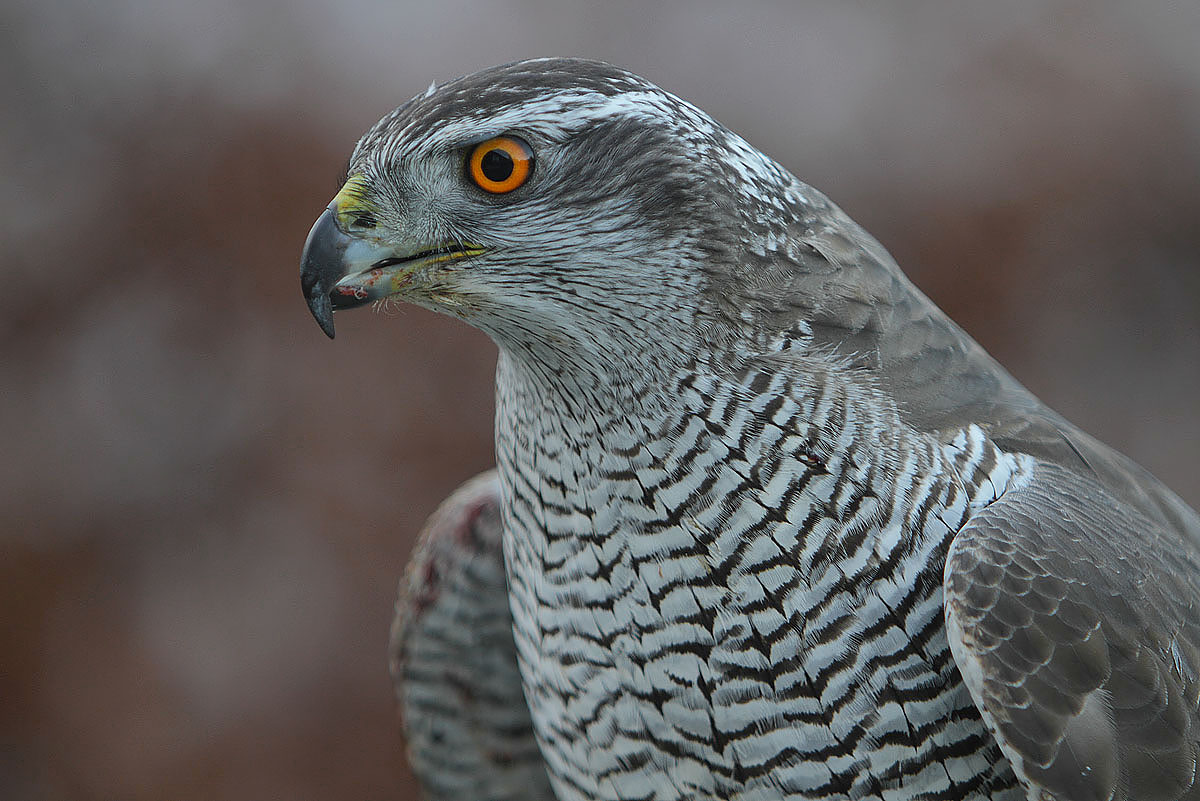
Astore di falconiere scozzese

I voli di caccia all'astore nella falconeria in genere iniziano dalla mano guantata del falconiere, dove l'uccello o il coniglio in fuga viene inseguito in un volo orizzontale. Il volo dell'astore alla ricerca di una preda è caratterizzato da un'intensa raffica di velocità spesso seguita da una manovra vincolante, in cui l'astore, se la preda è un uccello, inverte il verso di volo e cattura la preda dal basso. L'astore, come altri Accipiter, mostra una spiccata propensione a seguire le prede nella fitta vegetazione, inseguendole persino a piedi attraverso la boscaglia.

## Galleria d'immagini

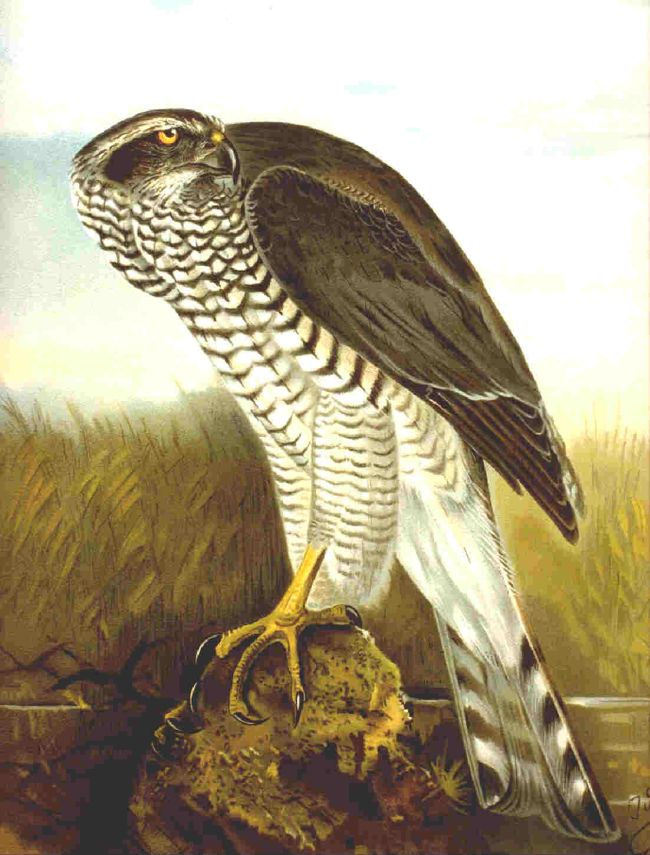
Astore (incisione di Johann Friedrich Naumann, 1822).
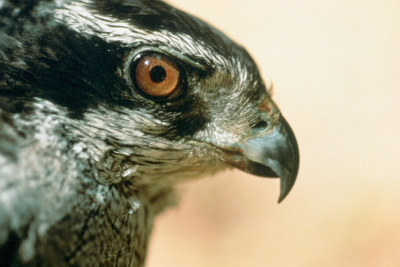
Primo piano di un astore femmina.
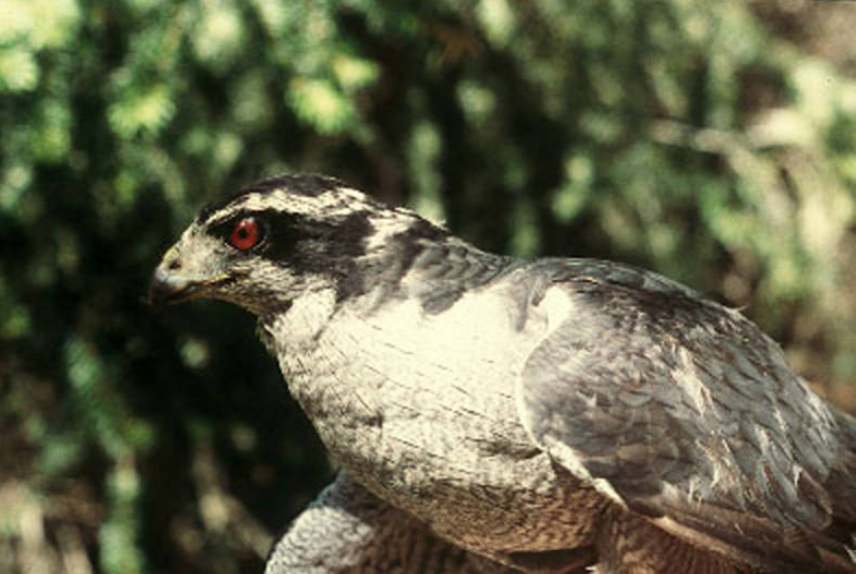
Primo piano di un astore maschio.
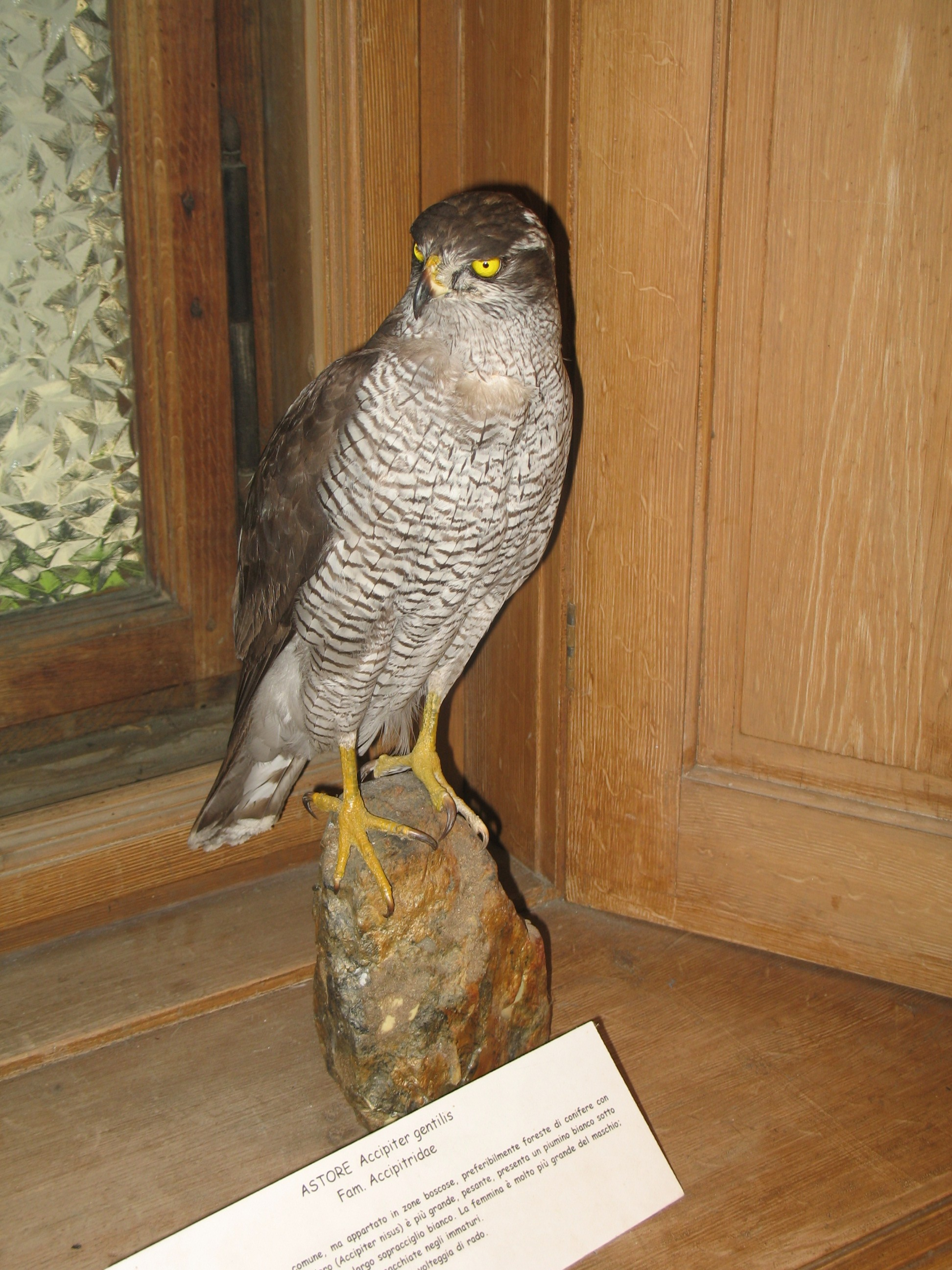
Esemplare imbalsamato nel Museo regionale della fauna alpina di Gressoney-Saint-Jean.
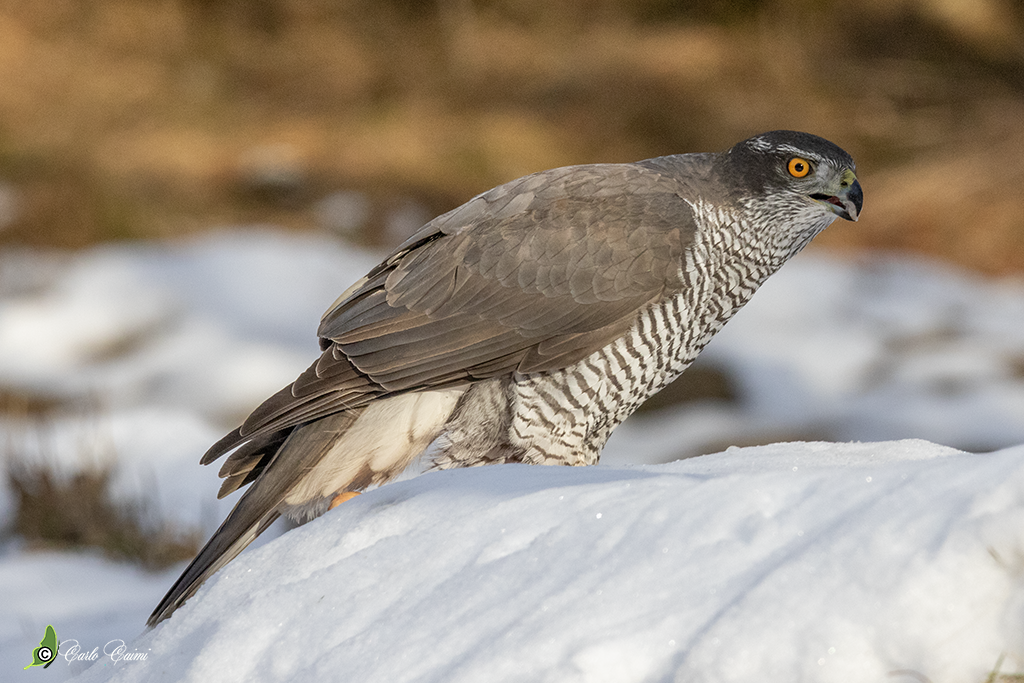
Astore 1-Veneto (BL)
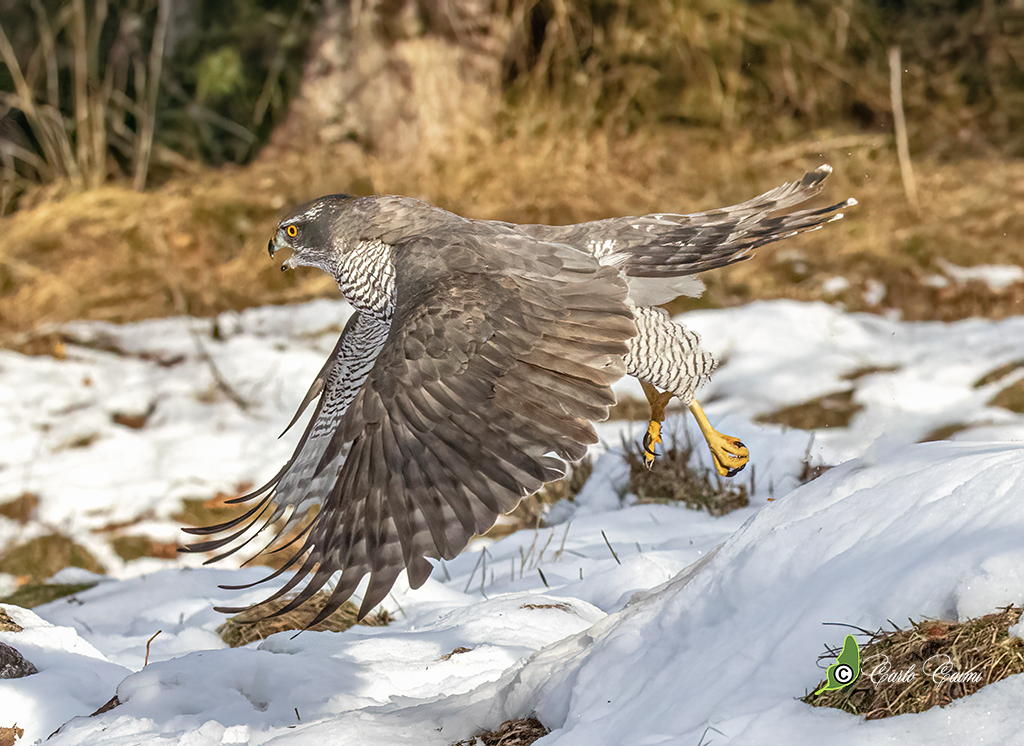
Astore 2-Borca di Cadore (BL) 11.12.2023